# Margot Bieler
Margot Bieler (geb. vor 1950) ist eine deutsche Theaterschauspielerin und Hörspielsprecherin.

## Leben
Bieler hatte als Theaterschauspielerin in den 1950er Jahren und bis Anfang der 1960er Jahre Festengagements an den Städtischen Bühnen Essen, am Landestheater Hannover und anschließend am Nationaltheater Mannheim. Für die Spielzeit 1960/1961 war sie für einen Teil der Spielzeit fest am Nationaltheater Mannheim verpflichtet. Sie wirkte in Hauptrollen an mehreren viel beachteten Inszenierungen mit.
Bieler spielte auf der Bühne ein breites Repertoire, das Stücke von William Shakespeare, die deutschsprachigen Autoren der Klassik (unter anderem Johanna in Schillers Die Jungfrau von Orleans), insbesondere aber auch Stücke der Jahrhundertwende und der Moderne und des damals zeitgenössischen Theaters umfasste. Bieler wurde anfangs im Rollenfach der jugendlichen Heldin und der jugendlichen Liebhaberin besetzt, übernahm jedoch bald auch verstärkt das Charakterfach.
1953 spielte sie am Landestheater Hannover die Rhodope an der Seite von Ludwig Anschütz in der Inszenierung von Friedrich Hebbels Schauspiel Gyges und sein Ring. In der Spielzeit 1955/1956 trat sie am Landestheater Hannover in der Titelrolle des Schauspiels Die heilige Johanna auf.
1958 übernahm sie am Nationaltheater Mannheim die Titelrolle der Semiramis in der deutschen Uraufführung von Calderons Die Tochter der Luft. Die Frankfurter Allgemeine hob damals ihre Darstellung lobend hervor, wünschte jedoch Bieler hätte „stille überlegene Kälte“ darstellen sollen statt „pausenlose Exaltation“. Über ihre Darstellung der Titelrolle in Hedda Gabler (1960) von Henrik Ibsen schrieb die Presse, in Margot Bieler habe das Nationaltheater „eine Hedda Gabler von mondäner Erscheinung und bedeutsamer schauspielerischer Kraft“. In einer Inszenierung von Friedrich Siems ebenfalls im Nationaltheater Mannheim verkörperte sie 1960 die Titelrolle in Heinrich von Kleists Drama Penthesilea. In der Spielzeit 1960/1961 trat sie am Nationaltheater Mannheim in der Neuinszenierung des Trauerspiels Miss Sara Sampson (Premiere: September 1960) als Geliebte Marwood auf; ihre Bühnenpartner waren Uta Sax (Titelrolle) und Wolfgang Höper. Zu ihren Bühnenrollen am Nationaltheater Mannheim gehörte auch die Königin Eleonore in Shakespeares Historiendrama König Johann.
Für den Rundfunk betätigte sich Bieler als Sprecherin, zum Beispiel 1946 als Natalja in der Hörspielinszenierung von Anton Tschechows Einakter Der Heiratsantrag, die vom Süddeutschen Rundfunk produziert wurde. Auch auf kommerziellen Märchenschallplatten, wie der 1959 bei dem Label Polydor veröffentlichten Fassung von Der standhafte Zinnsoldat (in der Rolle der Mutter), war sie als Sprecherin zu hören.
Seit Anfang der 1960er Jahre reiste Bieler mehrmals nach Mallorca und verfasste Texte über ihre Eindrücke, die 1981, gesprochen von Lis Verhoeven, unter dem Titel Verliebt in Mallorca auf LP und MC eingespielt und bei Polydor veröffentlicht wurden.  Über einen weiteren Werdegang Bielers als Schauspielerin ist ab den frühen 1960er Jahren nichts bekannt.